# Sthenias cylindrator
Sthenias cylindrator es una especie de escarabajo longicornio del género Sthenias, tribu Pteropliini, subfamilia Lamiinae. Fue descrita científicamente por Fabricius en 1801.
El período de vuelo ocurre en todos los meses del año.

## Descripción
Mide 14-25 milímetros de longitud.

## Distribución
Se distribuye por Angola, Burundi, Camerún, Costa de Marfil, Guinea, Liberia, Malaui, Mozambique, Namibia, Nigeria, Uganda, República Centroafricana, República Democrática del Congo, República del Congo, República Sudafricana, Senegal, Sierra Leona, Sudán, Suazilandia, Tanzania, Togo, Zambia y Zimbabue.